# Патриота (филм из 2000)
Патриота (енгл. The Patriot) је амерички пустоловни историјски филм из 2000. године.
Након венчања, свирепи ветеран, Бенџамин, напушта своју насилну прошлост. Након што му жена умре, он сам подиже своје седморо деце, али се придружује националном рату након што му је син убијен.

## Радња
Током Америчког револуционарног рата 1775. године, капетан Бенџамин Мартин, ветеран енглеско-француског и индијског рата и удовац са седморо деце, позван је у Чарлстон да гласа на Генералној скупштини Јужне Каролине за порез за подршку Континенталној војсци. У страху од рата са Британијом, Бенџамин се уздржава; ипак је гласање одржано. Против очеве жеље, Бенџаминов најстарији син Габријел придружује се Континенталној војсци.
Две године касније, Чарлстон се предаје Британцима, а рањени Габријел се враћа кући са пакетима. Мартинови су склони Британцима и америчким рањеницима у недавној бици. Британски драгуни, предвођени пуковником Вилијамом Тавингтоном, стижу и задржавају Габријела са намером да га обесе као шпијуна. Такође, Британци заробљавају црне слободне мушкарце и жене који раде на Бенџаминовој земљи. Када Бенџаминов други син Томас покушава да ослободи Габријела, Тавингтон га убија, а затим наређује да се кућа Мартинових спали и да се рањени Американци погубе. Након што Британци оду, Бенџамин даје своја два најстарија сина пушке и они упадају у заседу јединици која прати заробљеног Габријела. Бенџамин вешто, али брутално убија многе војнике својим томахавком. Преживели Британац говори Тавингтону о нападу, Бенџамин добија надимак "Дух". Габријел одлучује да се поново придружи Континенталној војсци и његов отац убрзо следи, остављајући млађу децу на бригу 
Бенџаминовој снаји Шарлот. На путу до логора сведоци су како се јужна континентална армија, под командом генерала Хорација Гејтса, сукобљава са британском војском. Бенџамин схвата глупост напада, пошто је служио у британској војсци; на крају је континентална армија била одлучно поражена.
Бенџамин се састаје са својим бившим командантом, пуковником Харијем Барвелом, који га захваљујући Бенџаминовом борбеном искуству чини пуковником локалне милиције, а Габријел почиње да служи под командом свог оца. Бенџамин има задатак да држи пукове лорда Корнволиса на југу герилским ратом. Француски мајор Жан Вилнев помаже у обуци милиције и обећава још помоћи Француза.
Габријел пита зашто Вилнев и други често помињу Бенџаминову умешаност у инцидент у Форт Вилдернесу. Отац, који до сада оклева да одговори на питање, коначно говори истину свом сину. Бенџамин се борио у британској војсци у претходном рату када је са неколико других војника био сведок бруталности Француза према Британцима. Побеснела војска сустигла је Французе у Форт Вилдернесу и полако, методично истребила све осим двојице. Преживели су били приморани да испричају шта се догодило њиховим савезницима Черокима и покажу главе својих другова као доказ. Бенџамин каже да га од тада прогања кривица.
Бенџаминова милиција прогони британске трупе за снабдевање, чак је запленила нешто од Корнвалисових и два његова пса личних ствари, и спалила половину мостова и трајеката до Чарлстона. Лорд Корнвалис криви Тавингтона што је изазвао такву реакцију својом бруталном тактиком. Међутим, изиритиран недостатком напретка и увређен Бенџаминовом лукавом лукавштином којом је ослободио неке од заробљених милиционера, Корнвалис невољно дозвољава Тавингтону да заустави Бенџамина на било који начин.
Уз невољну помоћ лојалистичког капетана Вилкинса, Тавингтон сазнаје идентитет неких припадника милиције, напада њихове породице и спаљује њихове домове. Бенџаминова породица бежи са Шарлотине плантаже јер је она спаљена да би живела у насељу Гулах са бившим црним робовима. Тамо се Габријел жени Аном, са којом је био верен. Тавингтонов одред улази у град, који снабдева милицију. Он окупља све грађане, укључујући Ану, у цркву, обећавајући слободу у замену за сазнање о томе где су побуњеници. Након што су становници уступили локацију, Британци су забарикадирали врата и запалили цркву, убивши све унутра. Како трагедија постаје позната, Габријел и неколико других војника трче да нападну Тавингтонов камп. У бици која је уследила, Габријел пуца у Тавингтона, али Тавингтон смртно рани Габријела пре него што је побегао.
Бенџамин тугује и поколеба се у својој одлучности да настави борбу, али се реши када види подсетник на посвећеност свог сина циљу проналажења америчке заставе коју је поправио. Мартинова милиција, заједно са већим пуком Континенталне армије, суочава се са Корнвалисовим пуком у одлучујућој бици код Каупенса. Током битке, Бенџамин и Тавингтон се боре један на један, Тавингтон добија предност, наносећи неколико рана Бенџамину. Бенџамин клечи на колена и Тавингтон се спрема да зада последњи ударац. У последњем тренутку, Бенџамин избегава напад и убоде Тавингтона, освећујући смрт својих синова. Битку добијају Континенталне снаге, Корнвалис даје знак за повлачење.
Након дугог повлачења, Корнвалис је опкољен у Јорктауну у Вирџинији, где се предаје континенталној војсци која га окружује и дуго очекиваним француским поморским снагама. Након завршетка непријатељстава, Бенџамин се враћа са својом породицом како би пронашао своје војнике како враћају имање на свом старом градском путу.

## Улоге
| Глумац          | Улога                      |
| --------------- | -------------------------- |
| Мел Гибсон      | Бенџамин Мартин            |
| Хит Леџер       | Габријел Мартин            |
| Џоели Ричардсон | Шарлота Селтон             |
| Џејсон Ајзакс   | Пуковник Вилијам Тавингтон |
| Крис Купер      | Хари Бервел                |
| Леон Рипи       | Џон Билингс                |
| Чеки Карјо      | Жан Вилнев                 |
| Рене Обержонуа  | свештеник Оливер           |
| Лиса Бренер     | Ен Патриша Хауард          |
| Донал Лоуг      | Ден Скот                   |
| Том Вилкинсон   | генерал Чарлс Корнволис    |
| Адам Болдвин    | капетан Вилкинс            |

## Зарада
- Зарада у САД - 113.330.342 $
- Зарада у иностранству - 101.964.000 $
- Зарада у свету - 215.294.342 $